# Ivy Nile
Emily Andzulis (Knoxville, 26 de fevereiro de 1992) é uma artista marcial mista, competidora de fisiculturismo e lutadora profissional americana. Ela trabalha atualmente para a WWE, onde atua sob o nome de ringue Ivy Nile na marca Raw e é membro do grupo American Made.

## Início de vida
Andzulis ganhou reconhecimento nacional por sua participação no programa de jogos esportivos da NBC, Titan Games, apresentado por Dwayne Johnson.
Ela também competiu no MMA na divisão peso-mosca feminina.

## Carreira na luta livre profissional

### WWE (2020–presente)

#### NXT (2020–2023)
Andzulis recebeu uma oferta de teste da WWE já em abril de 2019. Ela então começou a treinar na Jacobs-Prichard Wrestling Academy sob a supervisão de Glenn "Kane" Jacobs e Tom Prichard em Knoxville, Tennessee. Em 14 de janeiro de 2020, foi noticiado que a WWE havia assinado um contrato de desenvolvimento com Andzulis.
Andzulis fez sua estreia no ringue em um evento ao vivo do NXT, fazendo equipe com Catalina Garcia e Rita Reis em uma luta que terminou com a derrota para Deonna Purrazzo, Indi Hartwell e MJ Jenkins. Ela fez sua estreia televisiva no episódio de 23 de setembro do NXT, onde competiu em uma Battle Royal para determinar a desafiante número 1, que foi vencida por Candice LeRae. Após uma longa ausência dos ringues, Andzulis retornou no ano seguinte sob o nome de ringue Ivy Nile, como membro da facção Diamond Mine, ao lado de Roderick Strong, Creed Brothers, Hachiman e Malcolm Bivens, no episódio de 12 de outubro de 2021 do NXT, onde derrotou Valentina Feroz.
Em fevereiro de 2022, Nile começou a formar equipe com Tatum Paxley, com sua primeira vitória como dupla derrotando Fallon Henley e Kayla Inlay no NXT Level Up. No episódio de 22 de fevereiro do NXT, Paxley e Nile participaram da primeira rodada do Dusty Rhodes Tag Team Classic Feminino, enfrentando Kacy Catanzaro e Kayden Carter, mas foram derrotadas. Nile e Paxley também participaram de uma luta fatal four-way de duplas contra Katana Chance e Carter, Valentina Feroz e Yulisa Leon, e Toxic Attraction (Gigi Dolin e Jacy Jayne) no episódio de 2 de agosto do NXT, em uma disputa pelo vago Campeonato de Duplas Femininas do NXT, mas falharam em conquistar os títulos. Após se sentir moralmente abandonada por Nile, no episódio de 14 de março de 2023 do NXT, Paxley virou vilã (heel) e a abandonou durante uma luta three-way de duplas, atacando Nile e fazendo com que ela sofresse o pinfall nas mãos de Alba Fyre e Isla Dawn. No episódio de 4 de abril do NXT, Nile derrotou Paxley, encerrando a rivalidade.

#### Raw e American Made (2023–presente)
No show de 6 de novembro do Raw, os Creed Brothers e Nile assinaram oficialmente com a marca Raw. Nile participou de uma battle royal para uma luta pelo Campeonato Mundial Feminino no Survivor Series. Ela eliminou Kayden Carter, Katana Chance e Natalya, sobrevivendo como uma das últimas 4 participantes, mas foi eliminada por Nia Jax, que já havia sido eliminada. No show de 20 de novembro do Raw, Nile fez equipe com Maxxine Dupri, do Alpha Academy, em uma luta fatal-4-way de duplas pelo Campeonato de Duplas Femininas da WWE, mas saíram derrotadas. No show de 11 de dezembro do Raw, Nile acompanhou Dupri em uma luta sem o título em jogo contra a campeã mundial feminina Rhea Ripley. Ripley venceu por submissão e não soltou o golpe até Nile entrar no ringue, onde as duas se encararam. Ripley então prometeu fazer um exemplo de Nile, concordando em colocar o Campeonato Mundial Feminino em jogo contra Nile no Raw: Day 1, mas Nile perdeu para Ripley pelo título em sua luta de estreia no plantel principal. Nile fez sua estreia no Royal Rumble, entrando como número 8, mas foi eliminada por Nia Jax.
Na Noite 2 do Draft da WWE de 2024, Nile e os Creed Brothers foram draftados para a marca Raw no draft bônus. De volta em abril de 2024, no NXT Stand & Deliver, a gerente geral do NXT, Ava, revelou o recém-criado Campeonato Norte-Americano Feminino do NXT. Nile foi uma das 12 participantes mais bem classificadas no combine preliminar para competir por uma vaga na luta de escadas para coroar a campeã inaugural no NXT Battleground. No episódio de 14 de maio do NXT, Lash Legend, do Meta-Four, derrotou Nile para garantir uma vaga no NXT Battleground. No episódio de 12 de agosto do Raw, Nile atacou Dupri, reunindo-se com os Creed Brothers e se juntando oficialmente ao American Made, virando vilã pela primeira vez desde 2022.

## Outras mídias
Ivy Nile fez sua estreia nos videogames no WWE 2K23 como DLC, parte do pacote Race To NXT, e também apareceu nos jogos principais WWE 2K24 e WWE 2K25.

## Vida pessoal
Em 2022, Andzulis casou-se com o instrutor de fitness Ari Levy.